# جیانلوکا پیکولی
جیانلوکا پیکولی (انگلیسی: Gianluca Piccoli؛ زادهٔ ۳۰ مهٔ ۱۹۹۷) بازیکن فوتبال است.